# قروق
قروق یکی از روستاهای معروف توریستی-ساحلی شهرستان تالش در استان گیلان در شمال کشور ایران است که در ۴ کیلومتری شهر هشتپر (تالش) واقع است و در گذشته به نام بندر کرگانرود معروف بوده‌است.

## موقعیت جغرافیایی
روستای قروق در فاصله حدود هفت کیلومتری شرق شهر تالش و در کنار دلتای شمالی رودخانه کرگانرود - که پس از عبور از شهر تالش (هشتپر) به دریای خزر می‌ریزد - قرار دارد. روستا از جنوب با مرز طبیعی کرگانرود و از شرق با مرز طبیعی دریای خزر محصور شده‌است و در شمال آن شالیزارهای گسترده‌ای قرار دارند که این روستا را از روستای جماکوه تفکیک می‌کند. در غرب نیز پس از گذر از سید نیکی به شهر تالش (هشتپر) می‌رسیم.
از دیدگاه مختصات جغرافیایی این روستا در عرض جغرافیایی ۳۷ درجه و ۵۰ دقیقه و طول جغرافیایی ۴۸درجه و ۵۸ دقیقه شرق نصف النهار مبدأ واقع شده‌است.
.

## روش دسترسی
جاده انزلی-تالش-آستارا، مسیری بین‌المللی و شناخته شده برای تمامی کسانی است که به شمال و شمال غرب کشور سفر می‌کنند. در این مسیر از شهر تالش و کمربندی شهر، جاده‌ای در امتداد شمالی رودخانه کرگانرود احداث شده‌است که پس از طی ۵ کیلومتر به روستای قروق ختم می‌شود. به عبارت دیگر برای رسیدن به روستای قروق، باید از سه راه سید نیکی که در قسمت شمالی پل رودخانه کرگانرود قرار دارد، در امتداد جریان رودخانه به سمت دریای خزر حرکت نمود تا پس از عبور از روستاه‌های سید نیکی، رهنمامحله و اسپیدور به روستای ساحلی قروق رسید.

## جاذبه‌های گردشگری
روستای قروق به سواحل زیبایش معروف است. این ساحل شنی سه کیلومتر طول و ۲۴ هکتار مساحت دارد و برخی از آن به پارک ساحلی قروق نام می‌برند، از رودخانه کرگانرود تا قسمتی از ساحل روستای کریم محله و شیلات آن کشیده شده و شامل کمربند سبز ساحلی مزین به درختان کاج، توسکا، لیلکی و بوته‌های تمشک و انار است. به‌طوری‌که در چند متری امواج، درختان سرسبز قرار دارند و می‌توان دوخته شدن جنگل به دریا را مشاهده کرد.
در منتهی‌الیه شمالی این سواحل می‌توان فانوس دریایی را مشاهده نمود که یکی از سه فانوس دریایی مستقر در گیلان است (دو فانوس دیگر در انزلی و لاهیجان قرار دارند). این فانوس دریایی در محدوده یکی از صیدگاه‌های قدیمی شیلات برای صید ماهیان خاویاری قرار دارد.
باشگاه سوار کاری و کالسکه رانی رخش در فاصله حدو ۲۰۰ متری انتهای شمالی ساحل توریستی عمومی قروق تالش قرار دارد. هدف از تأسیس این باشگاه توسعه ورزش سوار کاری و ایجاد مکانی برای برگزاری مسابقات اسب سواری می‌باشد، چون سوارکاری از ورزشهای مورد علاقه زنان و مردان تالشی بوده‌است. باشگاه خدمات آموزش برای تمام گروه‌های سنی اعم از سوار کاری حرفه‌ای و نیمه حرفه‌ای را به مردم بومی و گردشگران ارائه می‌دهد. در این باشگاه حدود ۴۰ راس اسب از نژادهای بومی محلی، اسب کرد، عرب خوزستان، اسب اصیل ایرانی (اسب شاهسون)، اسب خزری، نژاد تروبرد انگلیسی، اسبچه خزری بسیار کمیاب و همچنین اسب اصیل ایرانی که به نام نژاد عرب مصری نگهداری می‌شود.
ساحل ماسه‌ای و نرم قروق همه ساله پذیرای هزاران مسافر است. این سواحل مکان مناسبی برای آب‌تنی و رفع خستگی و یکی از تفرجگاه‌های مردم تالش و مسافران می‌باشد. ساحل قروق تالش به دلیل قابلیتها و پتانسیلهای اشاره شده و همچنین فاصله مناسبی که از شهر تالش و یکی از شریانها و مسیرهای اصلی حمل و نقل و عبور و مرور مسافران در کشور دارا می‌باشد، این توانایی را دارد تا به یکی از کانون‌های ویژه گردشگری گیلان و حتی کشور تبدیل گردد و فرصت‌های جدید سرمایه‌گذاری و توسعه و جذب گردشگر را فراهم آورد.
با توجه به این قابلیت‌ها، مرکز تفریحات ساحلی و دریایی روستای قروق از ۱۳۸۷ آغاز به کار نمود. این مرکز شامل ایجاد محدوده شنا و بازی‌های آبی برای خواهران و برادران، پیست اسب سواری، پیاده‌روی، هتل و استخر روباز و اماکن اقامتی و تفریحی است. همچنین استخر روباز این مرکز تفریحی دایر و در حال بهره‌برداری است.
با توجه به تجربیات کسب شده و پتانسیلهای منطقه، مسئولان شهرستان برنامه تبدیل این منطقه به یک مقصد گردشگری مطرح در سطح ملی و بین‌المللی را با تهیه طرح جامع گردشگری پایدار منطقه، اجرای طرحهای نرم‌افزاری، افزایش مشارکت و آموزش مردمان محلی و بومی، راه اندازی موزه تالش‌شناسی و مردم‌شناسی و همچنین رعایت و ارتقای قوانین زیست‌محیطی در دستور کار قرار داده‌اند. امید است با استفاده از نظرات اساتید و صاحب نظرانی که به تالش علاقه‌مند هستند، در اجرای این طرح بر اساس گردشگری پایدار موفق باشند.

## سابقه و آثار تاریخی
بنا به نظر دکتر محمدتقی رهنمایی استاد جغرافیای دانشگاه تهران و از صاحب نظران گردشگری کشور، این منطقه بر اساس نوشته‌های یک سیاح آلمانی در قرن هفدهم میلادی یکی از بزرگترین مراکز تجاری گیلان و شاهد جنگ‌های بسیار زیادی بوده‌است.
تا زمان جنگ جهانی دوم بندرگاه و مرکز اولیه شهرستان طوالش در این ساحل قرار داشته‌است و بخش عمده‌ای از مبادلات تجاری بین سواحل ایران و روسیه از این بندر انجام می‌شد. تلگراف خانه و گمرک خانه آن فعالیت گسترده‌ای داشت. ساختمان‌های گمرک آن تا سال ۱۳۳۶ برپا بودو پیرزنی بنام شیرین خانم که همسر یکی از کارکنان گمرک آن بود، دریکی از این ساختمان‌ها زندگی می‌کرد.
بازار کرگانرود مرکز تبادل کالا و امور خدماتی واجتماعی منطقه از قبیل رسیدگی به اختلافات محلی و خانوادگی، خواستگاری و بستن قرار دادهای کشاورزی و استخدام کارگر برای فصل کاشت و خرید دام و بذر و نیازمندیهای دیگر بوده‌است. این بازار زیر نظر زمینداران و خانهای محلی قرار داشته و بیش از ۱۰۰دکان در آن وجود داشته‌است. مرحوم حاجی عبدالغنی ، مرحوم محمد بنده‌ای و حاجی علی اشرف جباری از بازرگانان عمده کرگانرود بودند. بسیاری از مهاجرین تالش شمالی که از دست بلشویکها به ایران فرار کرده بودند، فعالیت‌های تجاری خود را در کرگانرود آغاز کردند. دبستان کرگانرود نیز تا سال ۲۹–۱۳۲۸که به هشتپر منتقل شد دایر بود. بقایای قبرستانی کوچک و قدیمی که با درختان پوشیده شده و در روبروی آن حمام شهر کرگانرود هنوز برجای مانده‌است.
همچنین در بررسی‌های باستان‌شناختی، در ساحل دریا یک کشتی تاریخی شناسایی شده‌است که به‌نظر می‌رسد به دورهٔ قاجار متعلق است. طول بدنهٔ این کشتی تقربیا ۳۰ متر و عرض آن را بین ۱۰ تا ۱۲ متر است. متأسفانه کشتی غرق‌شده شرایط حفاظتی خوبی ندارد و خطراتی مانند تغییرات شدید آب‌وهوایی، جزر و مد، فرسایش، بریدگی و ازهم‌گسیختگی، کشتی را تهدید می‌کند.
دلایلی که در خصوص جابجایی مرکز تجاری و سیاسی منطقه از این این بندر به شهر کنونی هشتپر ذکر می‌کنند آن است که طی جنگ دوم جهانی، متفقین به منظور رساندن قوای کمکی و تجهیزات نظامی و جنگی به اتحاد جماهیر شوروی سابق با کمک این دولت جاده انزلی-تالش-آستارا را ایجاد نمودند و پلی را که رفت‌وآمد بین دو سوی رودخانه پرآب کرگانرود را آسان می‌نمود، احداث کردند و بندر کرگانرود (مرکز قدیمی منطقه تالش) از این پل و جاده بدور ماند و منزوی گردید. به همین دلیل مردم این بندر به کنار جاده جدیدالأحداث کوچ کرده و شهری را بنا نمودند و چون در محل احداث شهر جدید کاخی با هشت درب بزرگ وجود داشته و از آنجائیکه در زبان تالشی درب را «بًر» می‌گویند، شهر جدید را هشتبر نام نهادند که به مرور زمان و بر اثر تکرار به هشتپر معروف شد و تغییر نام پیدا کرد و در سالهای اخیر این نام نیز عوض شد و آن را «تالش» نامیدند.

## جمعیت و شرایط اجتماعی
براساس سرشماری سال ۱۳۸۵ جمعیت روستای قروق ۱۱۶۰ نفر بوده‌است، که نسبت زنان و مردان در آن برابر می‌باشد. در سالهای اخیر مهاجران زیادی از شهرهای خارج از استان به روستا کوچ کرده‌اند و با افزایش جمعیت و قطعه قطعه شدن زمین‌های کشاورزی روستا، از آن شکل سنتی تغییر یافته‌است.

## زیرساختها و شرایط اقتصادی
روستا دارای آب لوله‌کشی، برق و تلفن می‌باشد و از سال ۱۳۹۳ دارای لوله‌کشی گاز طبیعی است. همچنین با یک راه آسفالته به جاده انزلی-تالش-آستارا و شهر تالش مرتبط می‌گردد.
محصول کشاورزی غالب این روستا برنج می‌باشد که تعداد بسیاری از مردم به این کار اشتغال دارند و شلتوکهای خود را در کارخانه برنج کوبی روستا که توسط قسمت آقاجانیان از اهالی این روستا بنا شده به برنج تبدیل می‌کنند که فرزند وی امیرآقاجانیان رییس اتحادیه صنف برنج فروشان و شالیکوبان می باشد و از کارآفرینان جوان و چهره های اقتصادی و اجتماعی مطرح گیلان محسوب میشود.
```
به مقدار محدودی نیز محصولات جالیزی هندوانه، 
گوجه فرنگی
، خیارو … نیز برای مصرف خود مردم کشت می‌گردد و باغهای مرکبات و میوه نیز وجود دارد. در سالهای اخیر باغهای کیوی و تولید میوه کیوی نیز در منطقه توسعه پیدا کرده‌است.
```

گروه معدود دیگری از مردم نیز به فعالیت صید ماهی در رودخانه کرگانرود و دریای خزر می‌پردازند. صید در رودخانه و دریا از طریق تور ماهیگیری یا تورهای دامگستر یا پره انجام می‌گیرد. مهمترین ماهیها شامل ماهی سفید، ماهی آزاد، کفال، کپور، ماهی خاویاری و … می‌باشد.
در سالهای اخیر با توجه به کاهش منابع آبزی و ماهیان در دریای خزر اقدام به پرورش ماهیان در منطقه نیز رواج پیدا کرده‌است به‌طوری‌که در ساحل این روستا می‌توان نخستین طرح پرورش ماهی‌های خاویاری کشور ایران را مشاهده کرد. این مزرعه پرورش ماهیان خاویاری توسط محمد تقی بخشائی به عنوان کارآفرین این زمینه راه اندازی شد و با سرمایه‌گذاری چند ایرانی مقیم خارج از کشور فعال است. البته در حال حاضر شرکت‌ها دیگری نیز در منطقه در زمینه پرورش ماهیان خاویاری فعالیت می‌کنند. با توجه به فعالیت این شرکت‌ها در پرورش ماهیان خاویاری و تولید خاویار می‌توان گفت، تالش قطب پرورش ماهیان خاویاری گیلان است.

## بحران محیط زیست
در حال حاضر سلامت مردم بومی و محلی و توسعه گردشگری پایدار منطقه و همچنین محیط‌زیست به دلیل دفن زباله‌ها در ساحل دچار مشکل شده‌است. عدم توجه به ساحل و هدایای خدادادی طبیعت منطقه باعث نارضایتی مردم و کمتر جلوه شدن تلاشهای مسئولین شده‌است.
از سال ۱۳۷۰ در توافقی که بین اداره منابع طبیعی و شهرداری تالش انجام شد قسمت بزرگی (معادل ۵ هکتار) به این امر اختصاص یافته و با وجود اعتراض‌های مکرر مردم بومی و محلی و دلسوزان محیط زیست این امر ادامه دارد. شایسته‌است مسئولین ملی فراهم کردن بودجه برای ایجاد کارخانه کمپوست زباله و تجهیزات مرتبط مدرن و مسئولین محلی و شهرستان با پیگیری امر و یادآوری بحران اقدام شایسته‌ای را برای رضایت مردم و حفظ محیط زیست انجام دهند.